# Hoymille
Hoymille település Franciaországban, Nord megyében. Lakosainak száma 3206 fő (2022. január 1.). Hoymille Téteghem-Coudekerque-Village, Warhem, Bergues és Quaëdypre községekkel határos.

## Népesség
A település népességének változása:
| Lakosok száma | 3247 | 3238 | 3430 | 3214 | 3204 | 3194 | 3185 | 3173 | 3206 |
|               | 2013 | 2015 | 2016 | 2017 | 2018 | 2019 | 2020 | 2021 | 2022 |